# Hohlraum

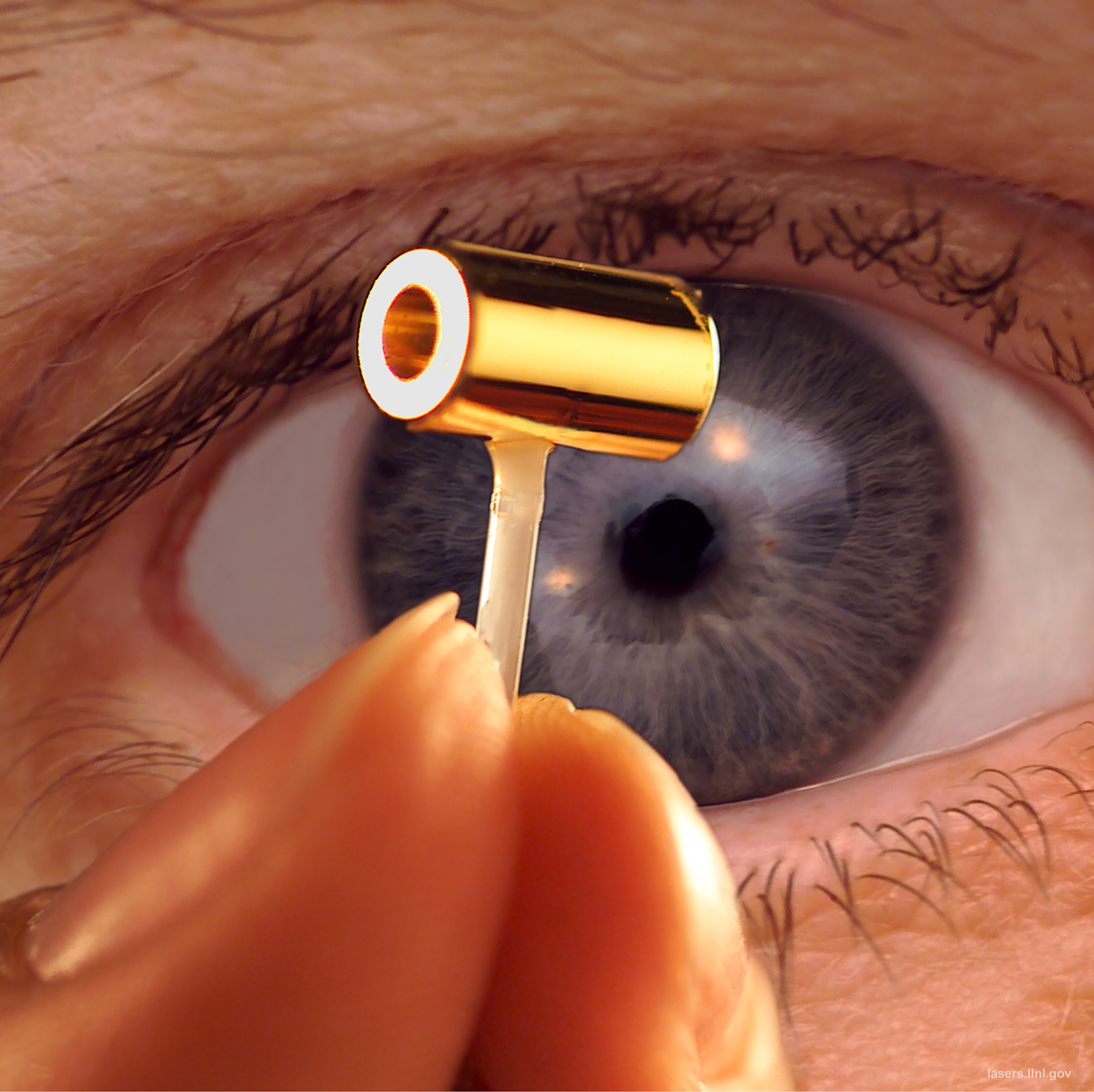
Hohlraum en or utilisé comme cible des faisceaux laser dans le National Ignition Facility du Lawrence Livermore National Laboratory.

En thermodynamique, un hohlraum (lit. chambre creuse en allemand), est un dispositif de laboratoire destiné à produire un rayonnement de corps noir. Dans la pratique, il est constitué d'un tube fermé opaque, percé d'une fente étroite sur l'une de ses faces, et souvent réalisé en or.

## Utilisation
Ce terme est d'utilisation courante dans le domaine de la fusion nucléaire, dans le sens étendu de « conteneur de rayonnement » :
- C'est le nom donné au caisson opaque aux rayons X entourant les deux étages actifs d'une bombe thermonucléaire, et les séparant du corps métallique extérieur de la bombe.
- C'est également le nom donné au conteneur utilisé dans les expériences de fusion par confinement inertiel ou par striction axiale, dans lequel est placée la capsule de combustible de fusion.